# Dresserus aethiopicus
Dresserus aethiopicus är en spindelart som beskrevs av Simon 1909. Dresserus aethiopicus ingår i släktet Dresserus och familjen sammetsspindlar.
Artens utbredningsområde är Etiopien. Inga underarter finns listade i Catalogue of Life.